# Blitopertha mlokosiewiczi
Blitopertha mlokosiewiczi är en skalbaggsart som beskrevs av Zaitzev 1917. Blitopertha mlokosiewiczi ingår i släktet Blitopertha och familjen Rutelidae. Inga underarter finns listade.